# (155330) 2006 BN61
(155330) 2006 BN61 es un asteroide perteneciente al cinturón exterior de asteroides descubierto el 22 de enero de 2006 por el equipo del Catalina Sky Survey desde el Catalina Sky Survey, Arizona, Estados Unidos.

## Designación y nombre
Designado provisionalmente como 2006 BN61.

## Características orbitales
2006 BN61 está situado a una distancia media del Sol de 3,206 ua, pudiendo alejarse hasta 3,579 ua y acercarse hasta 2,833 ua. Su excentricidad es 0,116 y la inclinación orbital 18,922 grados. Emplea 2096,42 días en completar una órbita alrededor del Sol.
Los próximos acercamientos a la órbita de Júpiter ocurrirán el 15 de julio de 2087, el 3 de diciembre de 2098 y el 20 de abril de 2110.

## Características físicas
La magnitud absoluta de 2006 BN61 es 14,92. 